# Engelbert Zaschka
Engelbert Zaschka (Friburgo in Brisgovia, 1º settembre 1895 – Friburgo in Brisgovia, 26 giugno 1955) è stato un ingegnere tedesco.

## Biografia
Fu ingegnere, progettista ed inventore. Zaschka sviluppò i primi autogiro-elicotteri tedeschi e fu un pioniere del volo tramite la forza muscolare umana. Zaschka fu attivo nel mondo dei trasporti, dei velivoli e dei veicoli.
Engelbert Zaschka sviluppò i Rotationsflugzeugs, una classe di velivoli ad ala rotante. Zaschka sviluppò e costruì tra il 1928 e il 1929 le prime auto compatte (Faltauto) e nel 1934 un velivolo ad azionamento umano.
Come autore, nel 1936 pubblicò uno dei primi scritti sulla tecnica del volo dell'autogiro e dell'elicottero e pubblicò diversi articoli su riviste tecniche. Zaschka fu dal 1921 al 1925 progettista capo della casa di motociclette Orionette AG für Motorfahrzeuge a Berlino nella Oranienstraße 6. Sviluppò un sistema motore. Fu detentore di svariati brevetti nazionali ed internazionali.

## Inventore e ingegnere

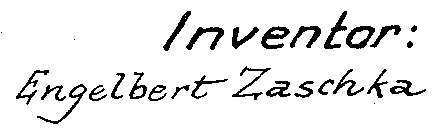
Firma su un brevetto

### Velivoli ad ala rotante e velivoli ad azionamento umano

#### Zaschka-Rotationsflugzeug

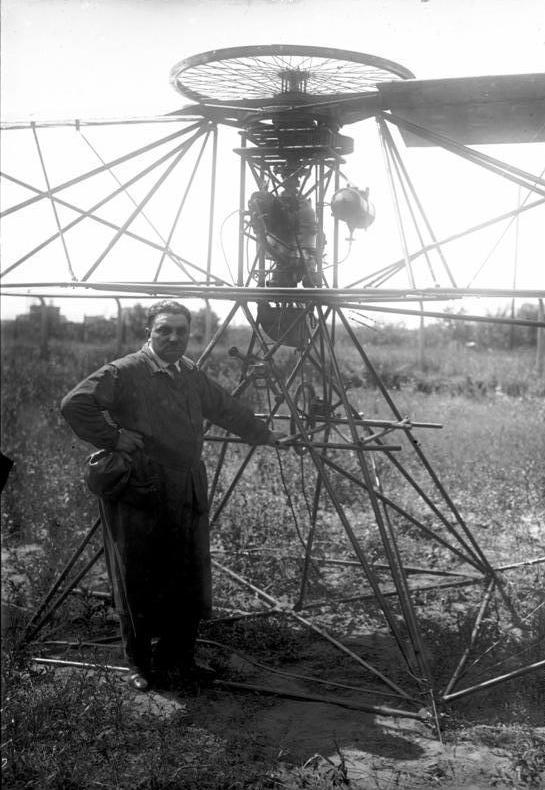
Engelbert Zaschka con un Rotationsflugzeug nel 1927, Bundesarchiv (Deutschland), Fotografo: Georg Pahl

Sul finire degli anni '20, nel 1926/1927, presentò a Friburgo in Brisgovia e a Berlino dei prototipi di elicottero.
Lo sviluppo base di tale macchina da parte di Zaschkas fu riassunto nel brevetto tedesco Nr. 573 961, del 18/19 giugno 1926 durante la Repubblica di Weimar, con titolo „Hubschraubenflugzeug“. Il brevetto fu esteso con successo a Stati come Regno Unito, USA, Francia, Svizzera e Danimarca.
Dalla descrizione di Zaschkas il velivolo ad ala rotante era una combinazione di autogiro ed elicottero, con due motori. A differenza dei noti autogiro, i Zaschka-Rotationsflugzeugs avevano due giroscopi connessi reciprocamente con volani rotanti. Con questa tecnica riusciva a bilanciare le masse del velivolo. La disposizione del motore permetteva il volo a vela in sicurezza. Nel brevetto „Hubschraubenflugzeug“, del 1926, Zaschka scrisse:
(Engelbert Zaschka, Patent CH130069, Hubschraubenflugzeug, 1926-06-18)
Nel 1927 costruì un velivolo sperimentale con rotore di 14 metri di diametro. Zaschka utilizzò un motore di 15 HP con 360 kg di massa dell'apparecchio. Il rotore faceva 100 giri/minuto, mentre il giroscopio una frequenza di 1450 min−1.
Date le esigue finanze, il progetto non proseguì.

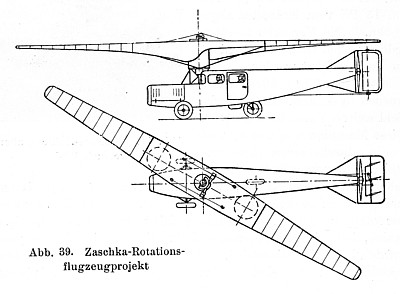
Zaschka-Rotationsflugzeug-Projekt, 1928

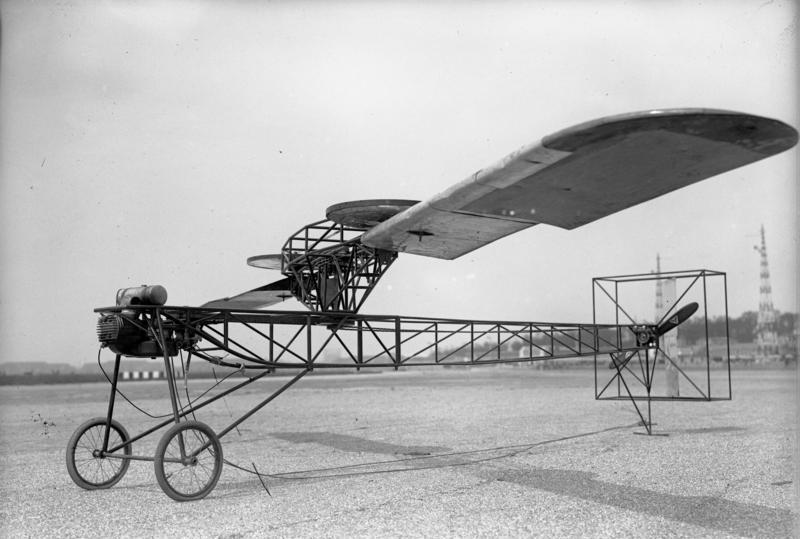
Flughafen Berlin-Tempelhof, Modelli di Rotationsflugzeuges (1928), Bundesarchiv (Deutschland), Fotografo: Georg Pahl

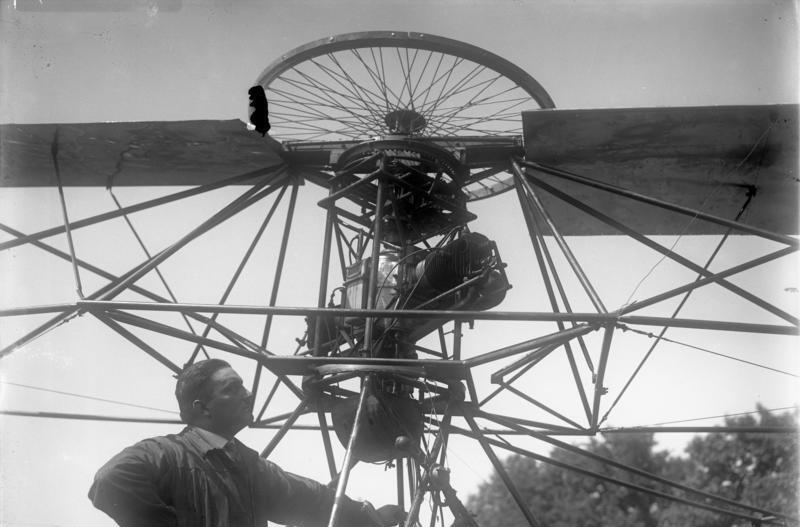
Bundesarchiv (Deutschland) (1927), Fotografo: Georg Pahl: „Il velivolo ad ala rotante del futuro! Il velivolo ad ala rotante dell'ing. tedesco Zaschka, con superfici rotanti a 1.400 giri al minuto, può alzarsi in verticale.“

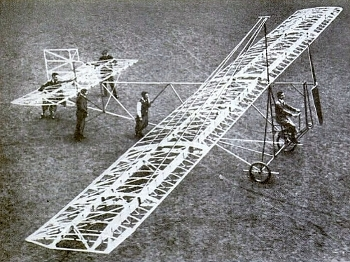
Il Zaschka Muskelkraft-Flugzeug, Berlino 1934

Presso il Flughafen Berlin-Tempelhof Zaschka nel 1928 sperimentò il Zaschka Helikopter bzw. Rotationsflugzeug, di sette metri e un motore da 300 cm³ tipo DKW. Fu subito evidente che appena il motore rallentava nel numero di giri, il velivolo perdeva quota repetinamente verso il suolo.
Il telaio di tale velivolo fu usato per sperimentare un'elica propulsiva con tgiroscopio di nuova concezione. Damit wurde die Achse gegen Wind oder gegen Nebeneffekte der Steuerung stabilisiert. Nel 1936, Henrich Focke e Gerd Achgelis con il velivolo Focke-Wulf Fw 61 volarono in modo stabile per la prima volta.
Engelbert Zaschka visse negli anni '20 nella Selchower Straße 15/16 a Berlino-Neukölln.

#### Velivoli HPA di Zaschka
Nel 1934 presentò il primo Zaschka Muskelkraft-Flugzeug (Zaschka Human-Power Aircraft, breve: Zaschka-HPA). Una grossa costruzione mossa dalla forza umana. Volò per circa 20 metri da terra. Il telaio era fatto in tubi di acciaio. Il velivolo poteva portare fino a quattro persone.
Con il volo dell'11 luglio 1934 Zaschka, presso il Flughafen Berlin-Tempelhof riuscì a volare fino per venti metri. Così il velivolo fu pilotato solo con la forza muscolare, senza meccanismi di avvio.

### Automobili e motocicli

#### Motocicli: Orionette (1921−1925)
Tra le altre cose Engelbert Zaschka fu progettista capo della Orion Aktiengesellschaft für Motorfahrzeuge di Berlino ove costruì le motociclette Orionette nel periodo 1921-1925. L'azienda ebbe anche la denominazione Orionette AG für Motorfahrzeuge nel sud-ovest di Berlino. Zaschka poté progettare realmente una produzione serie. Oggi il sito industriale sta nel complesso archeologico Industriehof Oranienstraße Hausnummer 6 a Berlin-Kreuzberg; vi fu negli anni '20-'30 la sede della Orionette AG e del sito produttivo delle Orionette.

#### Auto ripieghevoli: il triciclo Zaschka

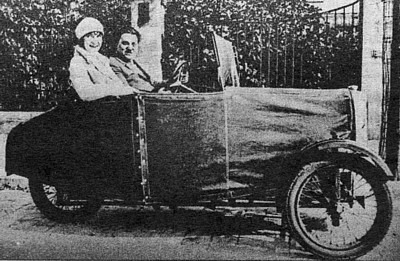
Zaschka-Threewheeler di Engelbert Zaschka (1929)

Il problema del parcheggio iniziò a mostrarsi negli anni '20 e nel 1928/1929 Engelbert Zaschka presentò a Berlino la prima Faltauto (auto ripieghevole), per risolvere il problema. Il Zaschka-Stadtauto-Konzept ebbe l'obiettivo, per gli utilizzatori risparmiatori, di creare un veicolo ripieghevole dopo l'uso. L'auto si poteva ripiegare in tre parti, secondo il motto: La gente acquirente di piccole automobili è spartana, un garage sarebbe un lusso per loro.
Il veicolo aveva un telaio a tubi, leggero, e un rivestimento in vinile. A quel tempo risultava troppo costoso il telaio a tubi. La soluzione fu trovata in una carrozzeria in acciaio, anche se tale soluzione avrebbe impegnato duramente i proprietari del veicolo nell'utilizzo. L'assale anteriore con due ruote e la singola ruota posteriore motorizzata e ammortizzata. Alle estremità della struttura veniva ancorata la meccanica, indipendente dal telaio-carrozzeria.
Il raffreddamento ad aria del monocilindro, coperto dalla carrozzeria in fondo al triciclo, fece sì che il radiatore anteriore fosse solo una maquette. Motore e trasmissione devono rimanere saldi.
La Zaschka-Kleinwagen scomponibile poteva essere ripiegata in 20 minuti. La ricomposizione in altrettanti minuti. Es erreichte eine Höchstgeschwindigkeit von 40 bis 50 km/h.
Per una produzione serie del veicolo si rendeva necessaria una carrozzeria autoportante. I costi dei materiali come l'acciaio e le gomme vulcanizzate dell'epoca erano all'epoca troppo cari per una commercializzazione. Più di 1000 Reichsmark sarebbe costato il veicolo. Zaschka non riuscì a produrre in serie il suo veicolo ripieghevole.
Il triciclo di Zaschka fu, per l'architetto americano Richard Buckminster Fuller, funzionale. Come lo fu il veicolo di Fullers, il Dymaxion, del 1933.

### Altre invenzioni (parziale)
| Anno      | Invenzione                                  | Descrizione |
| --------- | ------------------------------------------- | --- |
| 1949/1950 | Zaschka-Klappski; Sci con bastoncino da sci | A rilascio rapido. |
| 1949      | Zaschka-Faltrad                             | Bicicletta componibile, anche detta Klappfahrrad o Klapprad. |
| 1934      | Velivolo ad ala rotante, motore mobile      | Nel gennaio del 1934 Zaschka brevettò un motore mobile presso lo United States Patent and Trademark Office. Il brevetto Portable Power Plant-Motor riporta un'azienda con sede a Haus Busch presso Hagen (Nordrhein-Westfalen). |

## Presente e Ricerca
Engelbert Zaschka fu molto noto come inventore negli anni '20-'30 in Germania e negli USA. Successivamente fu dimenticato. I suoi progetti, le ricerche non poterono proseguire senza sostentamento finanziario. I materiali dell'epoca non permisero alcune soluzioni. Non partì la produzione serie del tricilo Zaschka-Dreiradautos.
Holger Steinle del Deutschen Technikmuseums Berlin ha sempre cercato riferimenti del Deutschen Luftfahrtsammlung Berlin. Il Deutsche Technikmuseum presenta attualmente tra gli altri prototipi, il Zaschka Hubschraubers, presente nel 1941 nell'inventario del Deutschen Luftfahrtsammlung. La ricerca venne coordinata con Lost Art Internet-Datenbank, del Koordinierungsstelle für Kulturgutverluste presso Magdeburgo (Servizio pubblico federale della Bundesrepublik Deutschland).
Il National Air and Space Museum della Smithsonian Institution a Washington, D.C. ha in archivio documenti fotografici su Zaschka (Zaschka Document and Photograph Files): il Zaschka Trag- und Hubschraubers così come i Zaschka Muskelkraft-Flugzeugs.
La History of Aviation Collection della University of Texas a Dallas presenta nella collezione dell'ammiraglio Charles E. Rosendahl, Vice Admiral Charles E. Rosendahl Lighter-than-Air Collection, fotografie dei pionieri dell'aria come Engelbert Zaschka e dei suoi elicotteri.

## Scritti

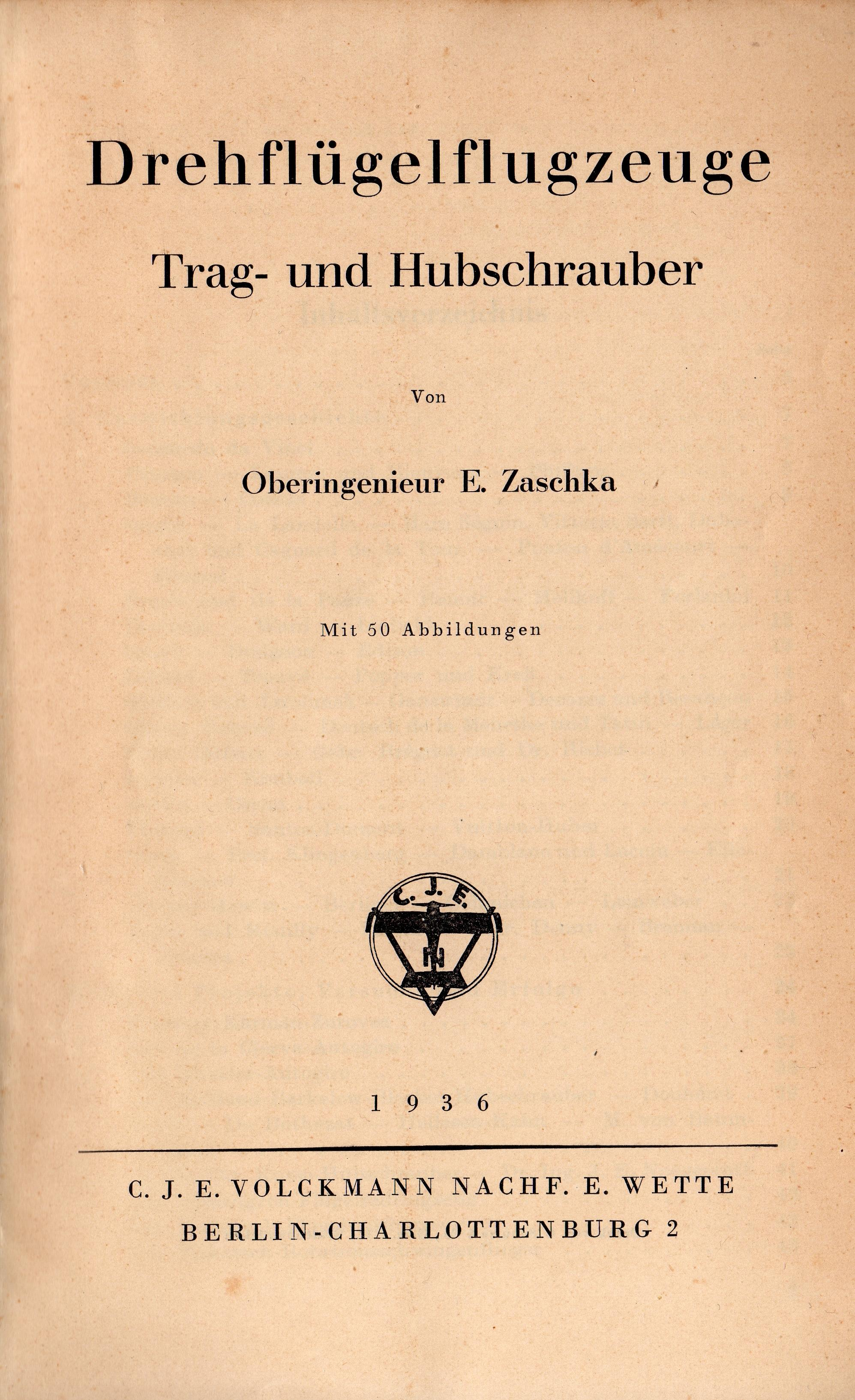
Frontespizio, C.J.E. Volckmann Nachf. E. Wette, Berlin-Charlottenburg Verlag, Oberingenieur Engelbert Zaschka, "Drehflügelflugzeuge. Trag- und Hubschrauber." del 1936.

- Drehflügelflugzeuge. Trag- und Hubschrauber (1936)- Engelbert Zaschka scrisse Drehflügelflugzeuge. Trag- und Hubschrauber., edito nel luglio del 1936 dalla berlinese C.J.E. Volckmann Nachf. E. Wette - Verlag.

Il testo si suddivide in:
- A: storia della ricerca da Leonardo da Vinci
- B: nuovi progetti, di Petroczy-Karman-Zurovec, Juan de la Cierva, Walter Rieseler, Strandgren, Adolf Rohrbach, Piskorsch, Maitland-Barkelew-Bleeker, Nagler, Hafner, Corradino D'Ascanio, Florinne, Asboth, Lamés, Bréguet-Dorand e altri
- C: Teoria e principi costruttivi
- D: Futuro dell'elicottero. Descrizione dell'elicottero di Zaschka

Nella prefazione Zaschka scrive:
(Engelbert Zaschka, Drehflügelflugzeuge. Trag- und Hubschrauber. C.J.E. Volckmann Nachf. E. Wette, Berlin-Charlottenburg 1936, S. 5.)
Articoli (parziale)
Engelbert Zaschka pubblicò diversi articoli su riviste tecniche. Un esempio la rivista Der Motorwagen (oggi: ATZ Automobiltechnische Zeitschrift):
- Moderne Konstruktions-Richtlinien im Motorradbau, su Der Motorwagen,[36] Jg. 26, Nr. 35-36, dicembre 1923, pagg. 488-491.[37]

- Maschine zum autogenen Schneiden von Wellen, su Der Motorwagen.[38]

## Brevetti
Dieci brevetti furono creati da Zaschka dal 1919 al 1953; dal Hubschrauber-Patente, a quelli per le motociclette.
Lo Spiegel parla di 82 brevetti.
- Patent DE330202 - Gewölbter Kochgeschirrabgiessdeckel, der als Reibeisen und Sieb benutzt werden kann, 1919-02-21
- Patent DE573961 – Hubschraubenflugzeug, 1926-06-19
- Patent GB272962 - Improvements in or relating to Helicopter Flying Machines, 1927-06-20
- (EN)  US1779524, United States Patent and Trademark Office, Stati Uniti d'America. - Helicopter, 1927-06-29
- Patent DE512513 - Triebwerk für Maschinen mit hin und her gehenden Kolben, deren Pleuelstangen durch auf der Triebwelle sitzende Exzenterscheiben betaetigt warden, 1929-04-12
- (EN)  US1944052, United States Patent and Trademark Office, Stati Uniti d'America. - Portable power plant, 1930-04-21
- Patent FR1019111 – Bicyclette, 1950-05-26

## Recensioni
Richard A. Lupoff, Marblehead: A Novel of H.P. Lovecraft (2006) l'invenzione dell'elicottero di Engelbert Zaschka nel 1927.
Diversi quotidiani come New York Times, Washington Post, The Argus (Melbourne), Diario ABC (Madrid) così come Daily Mirror e altri parlano dell'invenzione dell'elicottero da parte di Zaschka. Il giornale The Bee (Danville, Virginia) scrive:

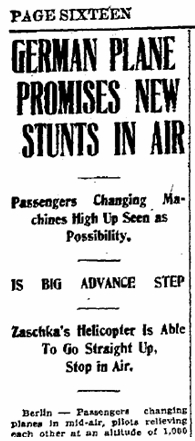
Articolo statunitense del 1927: "Zaschka’s Helicopter Is Able To Go Straight Up. Stop in Air."

(German Plane Promises New Stunts in Air, in: The Bee. Danville, Virginia, USA, 25. Juni 1927, S. 16)

## Curiosità
Il fotografo Georg Pahl riprese più volte le invenzioni di Zaschka negli anni '20-'30. Georg Pahl nel 1923 divenne noto per le riprese a Adolf Hitler.
Il fotoreporter Leif Geiges fotografò dei test nella Schwarzwald dei ripieghevoli Zaschka-Ski.